# Ipe Auto-Gesellschaft
Die Ipe Auto-Gesellschaft mbH war ein Automobilhersteller mit Sitz in Berlin.

## Geschichte
Bereits 1914 hatte Johann Paul Mehling in Berlin die „Ipe Automobil-Gesellschaft auf Aktien“ gegründet. Geplant war ein Kleinwagen, der zu einem Preis von 2500 Reichsmark verkauft werden sollte. Der Ausbruch des Ersten Weltkrieges verhinderte die Verwirklichung dieser Pläne, es entstanden nur Versuchsfahrzeuge und Prototypen. Die Firma wurde schließlich liquidiert.
Am 16. Oktober 1918 gründete Mehling in Berlin zum Bau des gleichen Fahrzeugs mit der Ipe Auto-Gesellschaft mbH ein neues Unternehmen. Mindestens ein Prototyp wurde 1919 fertig, der Serienbau erfolgte – unklar, ob zumindest teilweise oder ausschließlich – in Zeesen bei dem ehemaligen Luftschiff- und Flugzeughersteller Schütte-Lanz, und zwar ausschließlich im Jahr 1920. Das Auto erwies sich als Flop, nur wenige Fahrzeuge wurden hergestellt. Infolge der Absatzschwierigkeiten wurde die Produktion schon Ende 1920 wieder eingestellt. Eine weitere Quelle nennt eine Bauzeit von 1919 bis 1921. Mit 1921 ist möglicherweise der Endzeitpunkt der Liquidation des Unternehmens gemeint, der sich naturgemäß noch einige Monate nach der Beendigung der Fertigung hinzog. Der wahrscheinlich letzte Geschäftsführer war Emil Hauschild, der Alwin Bombach ersetzte.
Im Jahr 1922 wurde in Zeesen der Schütte-Lanz Velox gebaut, bei dem sehr viele Teile aus der Konkursmasse von Ipe verwendet wurden. Ebenso wurde der Ipe von Lindcar weitergebaut.

## Technische Beschreibung
Das einzige Modell 4/12 PS des Kraftfahrzeugherstellers war ein Kleinwagen. Es war mit einem Vierzylindermotor ausgestattet, der aus 1020 cm³ Hubraum eine Leistung von 12 PS (8,8 kW) schöpfte. Das Fahrzeug hatte zwei Sitze und einen ausklappbaren Notsitz. Als Variante wurde ein Lieferwagen mit gleichem Motor und Fahrgestell angeboten.